# Liste der Bischöfe von Piacenza-Bobbio
Die folgenden Personen waren Bischöfe von Piacenza (seit 1989 Piacenza-Bobbio) (Italien):
- Heiliger Victor
- Heiliger Sabinus († 421)
- Heiliger Maurus (420–449)
- Florianus
- Majoranus, nahm am Konzil von Mailand 451 teil
- Avitus (456–457)
- Placido
- Silvano
- Johannes I. (503–523) (?)
- Seufredo (523–540)
- Siro (540–560)
- Vindemiale (560–590)
- Bonifatius (ab 590)
- Johannes II. (bis 609)
- Catarasino
- Donnino (634–648)
- Florianus II.
- Placentius, nahm an einer Synode in Rom 679 teil
- Johannes III.
- Oldoardo
- Thomas I. (737–756)
- Desiderius (756–773)
- Mauro II. (775–780)
- Julian (780–809)
- Podone (809–839)
- Seufredo (840–869)
- Paul I. (870–889)
- Bernard I. (890–893)
- Everardus (893–904)
- Guido I. (904–940)
- Boso (941–951?)[1]
- Sigolfo (952–988)
- Johannes IV. (988–997), war Erzbischof als persönlicher Titel, als Johannes XVI. Gegenpapst von Gregor V.
- Siegfried (997–1031), Benediktiner aus Deutschland
- Peter I. (1031–1038)
- Aicardo (1038–1039)
- Ivo (1040–1045?)
- Guido II. (1045–1048)
- Dionigi (1048–1082/85)
- Heribertus (1086)
- Heiliger Bonizzone (nach 1086 bis um 1090)
- Winricus (1092–1096?)
- Aldo (1098–1119/21)
- Ardaino (1122–1146)
- Johannes V. (1146–1155)
- Ugo Pierleoni (1155–1166)
- Tedaldo (1167–1192)
- Ardizzone (1192–1199)
- Grimerio della Porta (1199–1210)
- Heiliger Folco Scotti (1210–1217)
- Vicedomino Cossadoca Alberco (1217–1236)
- Egidio (1236–1243)
- Giacomo da Castell’Arquato (1243)
- Alberco Prandoni (1244–1257)
- Filippo Fulgosi (1258–1294)
- Alberico Visconti (1295–1301)
- Raicerio (1301)
- Uberto degli Avogadri (1302)
- Ugo da Pillori (1302–1317)
- Bernardo del Cario (1323–1338)
- Rogerio Caccia (1338–1354)
- Pietro II. Cacconati (1354–1372)
- Francesco da Castiglione (1372)
- Uberto II. Zagni Fontana (1373)
- Corrado Giorgi (1376–1381)
- Andrea Serazzoni (1381)
- Guglielmo Centovera (1381–1386)
- Pietro III. Filagrio (1386–1388), ab 1409 als Gegenpapst Alexander V.
- Pietro IV. Manieri (1388–1404)
- Branda Castiglione (1404–1408)
- Bartolomeo Caccia (1408–1411)
- Alessio da Seregno (1411–1447)
- Nicolò Amicano (1447–1453)
- Giovanni VI. Campeio (1453–1475)
- Mechele Marliani (1475)
- Sacramoro dei Sacramori Mendaza (1475)
- Fabrizio Marliani (1476–1508)
- Vasino Malabaila (1509–1519)
- Antonio Trivulzio (1519–1522)
- Scaramuccia Trivulzio (1522–1525)
- Catalano Trivulzio (1525–1559), Neffe von Antonio und Scaramazza
- Gianbernardino Scotti (1559–1568)
- Paolo Burali d’Arezzo (1568–1576) (später Erzbischof von Neapel)
- Tommaso Giglio (1576–1579)
- Filippo Sega (1579–1596)
- Claudio Rangoni (1596–1620)
- Giovanni Linati (1620–1627)
- Alessandro Scappi (1627–1654)
- Giuseppe Zandemaria (1654–1688)
- Giorgio Barni (1688–1731)
- Gherardo Zandemaria (1731–1748)
- Pietro Cristiani (1748–1766)
- Alessandro Pisani (1766–1783)
- Gregorio Cerati (1783–1807)
- Étienne André François de Paule Fallot de Beaumont de Beaupré (1808–1817)
- Carlo Scrivani Rossi (1817–1825)
- Lodovico Loschi (1825–1836)
- Luigi Sanvitale (1836–1848)
- Antonio Ranza (1849–1876)
- Giovanni Battista Scalabrini (1876–1905)
- Giovanni Maria Pellizzari (1905–1920)
- Ersilio Menzani (1920–1961)
- Umberto Malchiodi (1961–1969)
- Enrico Manfredini (1969–1983) (dann Erzbischof von Bologna)
- Antonio Mazza (1983–1994)
- Luciano Monari (1994–2007) (dann Bischof von Brescia)
- Gianni Ambrosio (2008–2020)
- Adriano Cevolotto (seit 2020)